# Buthraupis wetmorei
Buthraupis wetmorei là một loài chim trong họ Thraupidae.